# Искровой радиопередатчик
Искровой передатчик — устаревший тип радиопередатчика, который генерирует радиоволны с помощью электрической искры. Генерируемый электромагнитный сигнал представляет собой последовательность коротких импульсов в виде затухающих колебаний. Искровые передатчики были первым типом радиопередатчика и основным типом, используемым в беспроводной телеграфии на начальном этапе развития радио — с 1890-х годов до конца Первой мировой войны.
Первый искровой передатчик был построен в 1887 году немецким физиком Генрихом Герцем для экспериментального подтверждения теории Джеймса Максвелла, предсказавшей существование электромагнитных волн.

## История
В 1888—1889 годах Генрих Герц экспериментально подтвердил теорию Максвелла о существовании электромагнитных волн. Для этого им были сконструированы передатчик, включающий в себя источник питания постоянного тока, катушку Румкорфа и антенну направленного действия — симметричный вибратор, а также простейший приёмник — рамочную антенну с малым искровым промежутком, выполнявшим функции индикатора (детектора) волн.
С аналогичным передатчиком проводили эксперименты, в том числе для публичной демонстрации опытов Герца, Оливер Лодж (1889), Эдуард Бранли (1890), А. С. Попов (1890) и другие исследователи.
В 1891 году Никола Тесла усовершенствовал передатчик Герца, введя в состав устройства электрический конденсатор, резко повысивший резонансные свойства передатчика. Похожую схему предложил в 1890 году Фердинанд Браун.
В 1893 году Аугусто Риги усовершенствовал передатчик Герца с целью повышения частоты электромагнитных колебаний и защиты элементов от обугливания и обгорания при образовании искры.
В беспроводной телеграфии, развитию которой с середины 1890-х годов послужили работы Гульельмо Маркони, «точка» и «тире» азбуки Морзе передавались, соответственно, короткой и длинной последовательностью импульсов искрового передатчика, задаваемой телеграфным ключом.
Искровые передатчики излучали слишком широкий спектр частот из-за несинусоидальной формы и некогерентности отдельных импульсных затухающих колебаний. Одновременная работа двух искровых станций, как правило, практически исключалась. Кроме того, искровой передатчик имел низкий коэффициент полезного действия и был непригоден для передачи речи и других аналоговых сигналов. Искровые передатчики со временем были вытеснены более совершенными генерирующими устройствами незатухающих электромагнитных колебаний. К середине 1930-х годов эксплуатация аппаратуры с искровыми передатчиками была запрещена международными соглашениями.